# Amilcar CGS
Amilcar CGS – samochód osobowy produkowany przez francuską firmę Amilcar.

## Dane techniczne

### Silnik
- Silnik: S4 1047 cm³[1]
- Moc maksymalna: 35 KM (26 kW)[1]

### Osiągi
- Prędkość maksymalna: 120 km/h (szacunkowo)[1]